# Arlauskis
Arlauskis ist ein litauischer männlicher Familienname.

## Weibliche Formen
- Arlauskytė (ledig)
- Arlauskienė (verheiratet)

## Namensträger
- Davydas Arlauskis (* 1986),  Fußballspieler
- Giedrius Arlauskis (* 1987),  Fußballtorhüter

Siehe auch:
- Arlauskas